# Call of Duty: World at War (Nintendo DS)
Call of Duty: World at War este un joc FPS care face parte din franciza Call of Duty făcut pentru Nintendo DS. Jocul se axează pe al doilea război mondial, luând multe din gameplay-ul seriei originale pentru PC. A fost creat de n-Space și publicat de Activision în data de 11 noiembrie 2008 în America de Nord.